# Zisterzienserinnenabtei Doornzele

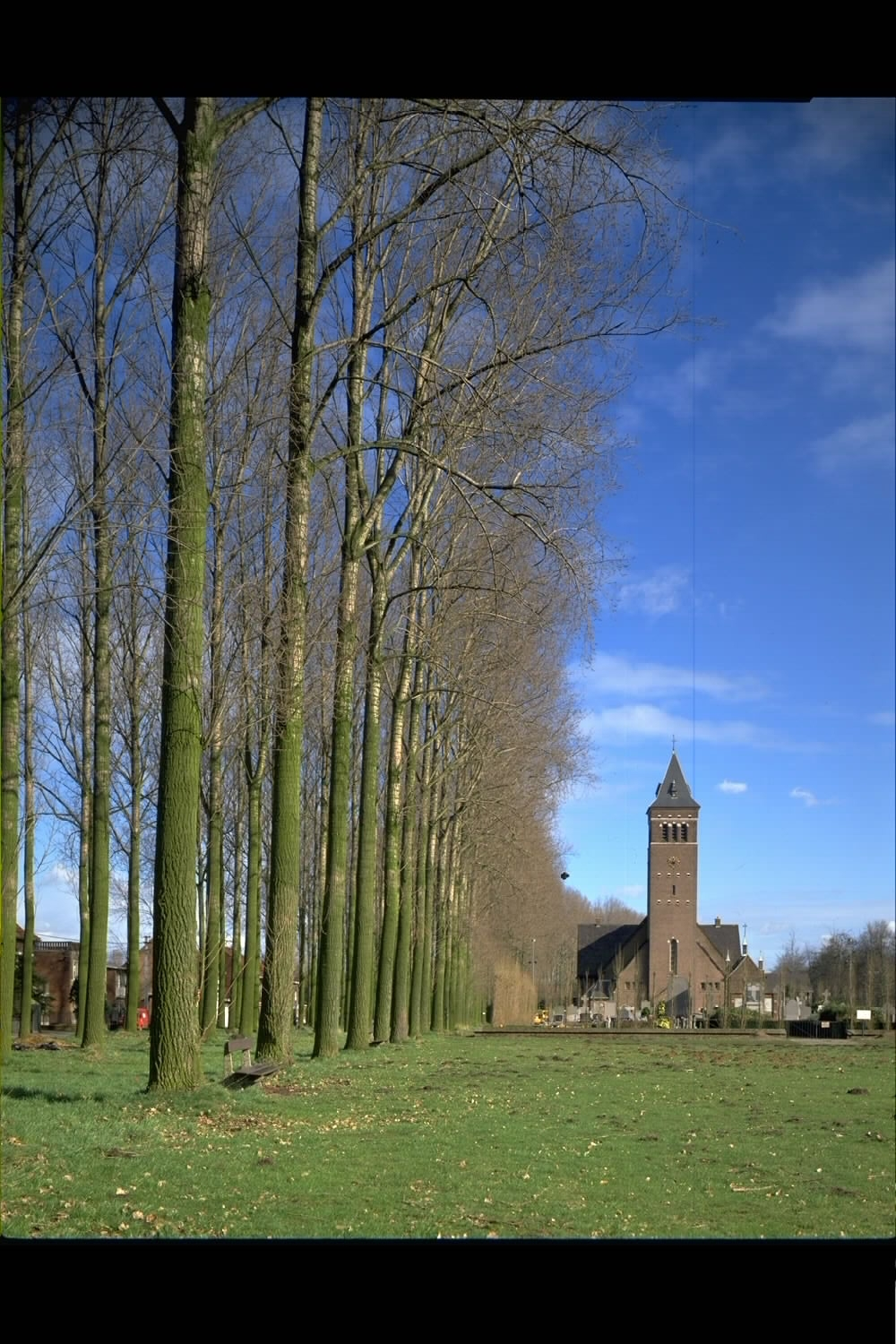
Ehemalige Zisterzienserinnenabtei Doornzele

Die Zisterzienserinnenabtei Doornzele war von 1215 bis 1797 ein Kloster der Zisterzienserinnen, zuerst in Doornzele, Evergem, ab 1586 in Gent, Provinz Ostflandern, in Belgien.

## Geschichte
1215 wurde nördlich Gent in Doornzele (heute: Evergem) ein Zisterzienserinnenkloster gestiftet, das 1578 von den Geusen zerstört wurde. Die Nonnen wechselten 1586 nach Gent (in die heutige "Doornzelestraat") und errichteten neue Gebäude. Nach Schließung des Klosters durch die Französische Revolution im Jahre 1797 kam es ab 1823 zur Neubesiedelung durch die Dames de l’Instruction Chrétienne de Gand / Zusters van het Christelijk Onderwijs des von Agathe Verhelle (1786–1838) begründeten belgischen Zweigs der Gesellschaft vom Heiligen Herzen Jesu (Sacré-Cœur).